# پانچ‌لاین (فیلم)
پانچ‌لاین (به انگلیسی: Punchline) فیلمی محصول سال ۱۹۸۸ و به کارگردانی دیوید سلتزر است. در این فیلم بازیگرانی همچون سالی فیلد، تام هنکس، جان گودمن، مارک رایدل، کیم گرایست، پل مازورسکی، تیلور نگرون، دیمون وینز و کندس کمرون بیور ایفای نقش کرده‌اند.